# Mega Man Legends 2
Mega Man Legends 2, connu au Japon sous le nom de Rockman DASH 2 - Episode 2: Ōinaru Isan (ロックマンDASH 2 エピソード２ 大いなる遺産, Rokkuman Dasshu Tsū Episōdo Tsū Ōinaru Isan), est un jeu d'action-aventure développé par Capcom Production Studio 2 et édité par Capcom. Il fait partie de la franchise Mega Man et est le troisième de la série dérivée Mega Man Legends (le deuxième étant The Misadventures of Tron Bonne). Il est distribué en 2000 sur PlayStation, en 2002 sur PC (Windows) et en 2005 sur PlayStation Portable,,,,.